# Sartène
Sartène (en cors Sartè) és un municipi de Còrsega, del departament de Còrsega del Sud.
El poble està construït sobre una roca anomenada U Pitraghju. Al seu voltant hi ha més de 500 jaciments prehistòrics, entre els quals destaquen els de Filitosa, Pelaggio, Stantari, Renaggiu i Fontanaccia. Són espectaculars els menhirs antropomòrfics (stantari en cors) esculpits amb finalitats rituals.
Els nucli antic de Sartène és un laberint de carrers estrets amb cases altes de granit fosc que li donen un caràcter auster i tradicional. Per setmana santa té lloc la processó del Catenacciu ('el gran penitent') des de l'església de Sainte-Marie.

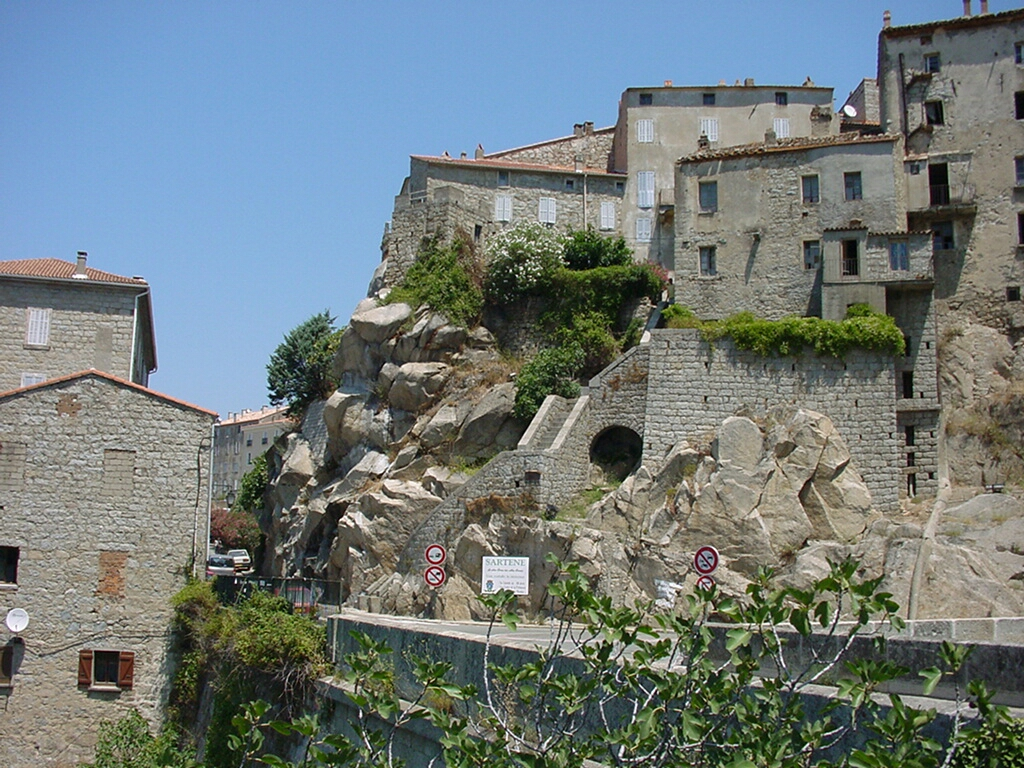
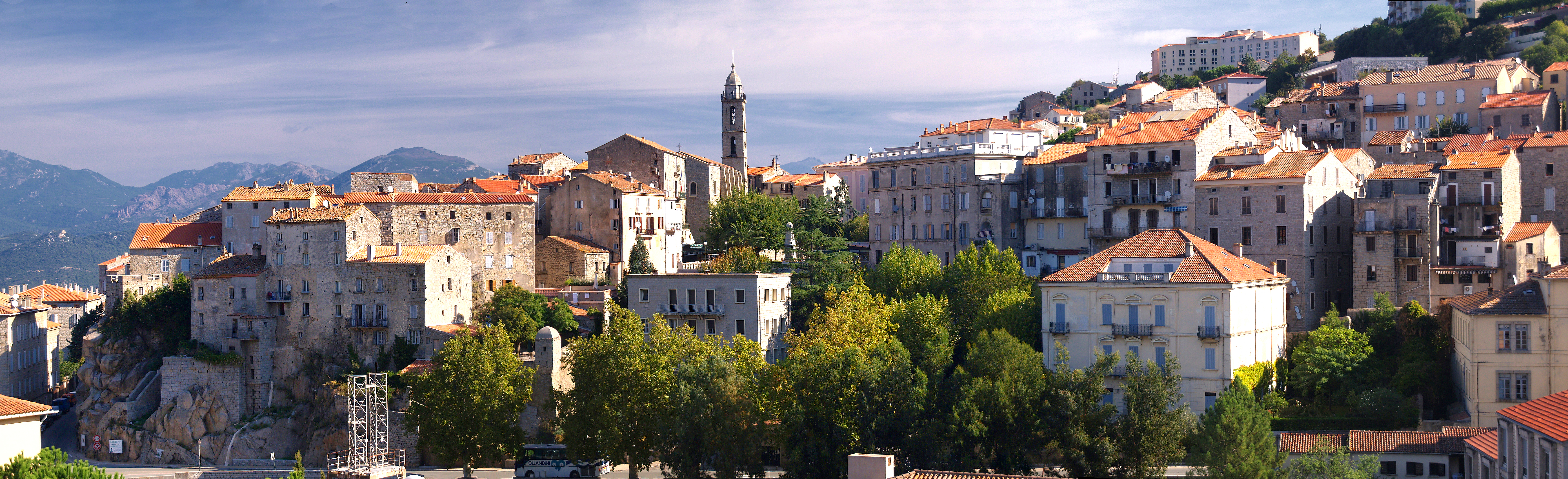
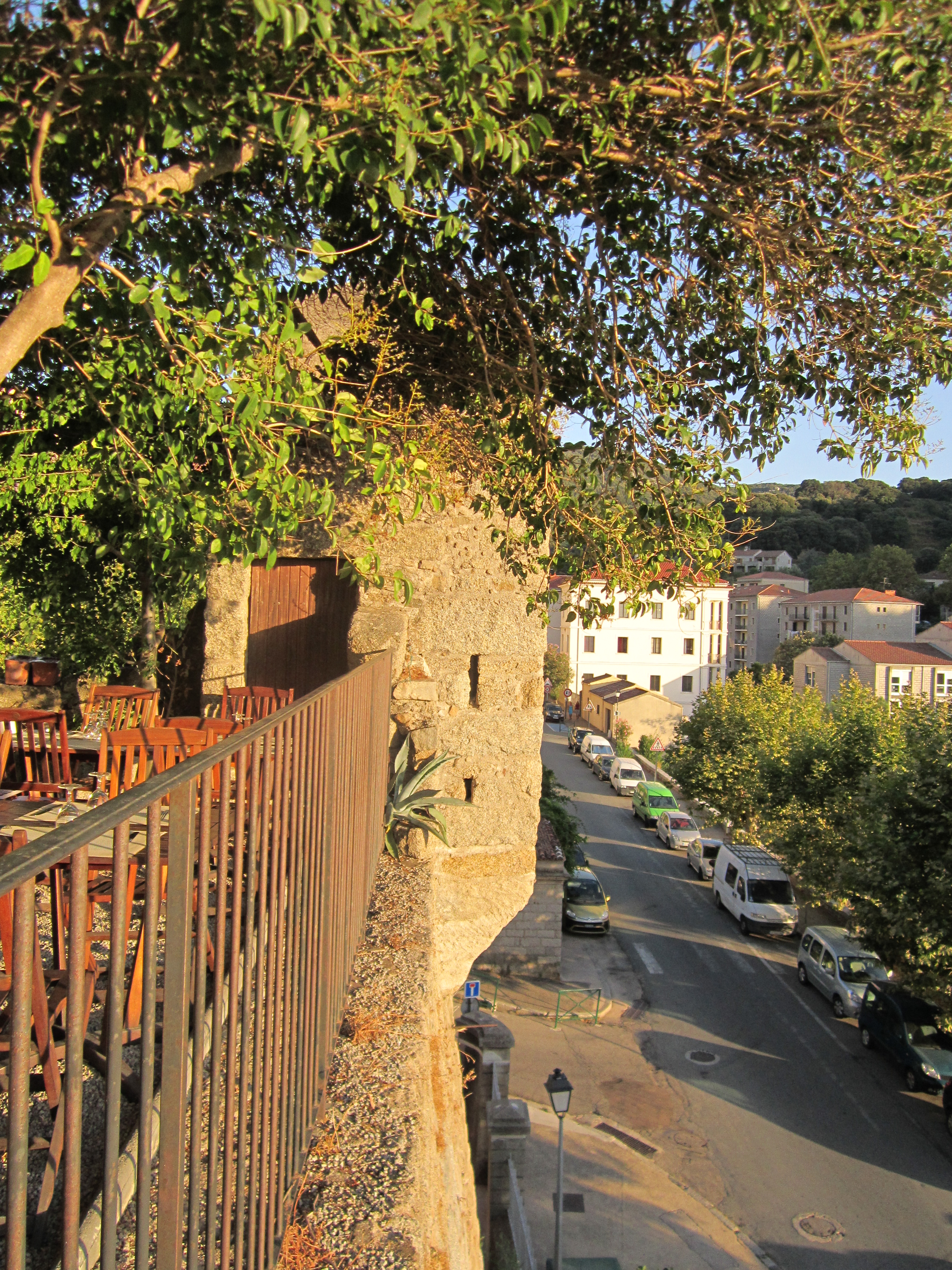

## Demografia
| 1962  | 1968  | 1975  | 1982  | 1990  | 1999  |
| ----- | ----- | ----- | ----- | ----- | ----- |
| 2.805 | 2.913 | 3.761 | 3.044 | 3.525 | 3.410 |

## Administració
| Període   | Identitat       | Partit | Qualitat |
| --------- | --------------- | ------ | -------- |
| 2001-2008 | Pierre Gori     | DVD    |          |
| 2008-     | Paul Quilichini |        |          |